# Коммунистическая партия Китая
Коммунисти́ческая па́ртия Кита́я (КПК, кит. трад. 中國共産黨, упр. 中国共产党, пиньинь Zhōngguó Gòngchǎndǎng, палл. Чжунго Гунчаньдан) — ведущая и правящая политическая партия Китайской Народной Республики. Основана в 1921 году и пришла к власти после поражения Китайской национальной народной партии (Гоминьдан) в Гражданской войне в Китае. По состоянию на 2024 год КПК насчитывала более 99 миллионов членов, что делает её второй по численности политической партией в мире после индийской Бхаратия джаната парти.
Конечная цель партии — «построение коммунистического общества». Коммунистическая партия Китая провозглашает, что руководствуется в своей деятельности «марксизмом-ленинизмом, идеями Мао Цзэдуна», теорией Дэн Сяопина, «теорией трёх представительств» Цзян Цзэминя, «научной концепцией развития» Ху Цзиньтао и идеями Си Цзиньпина о социализме с китайской спецификой новой эпохи.
Руководящая роль партии закреплена в Конституции КНР.

## История

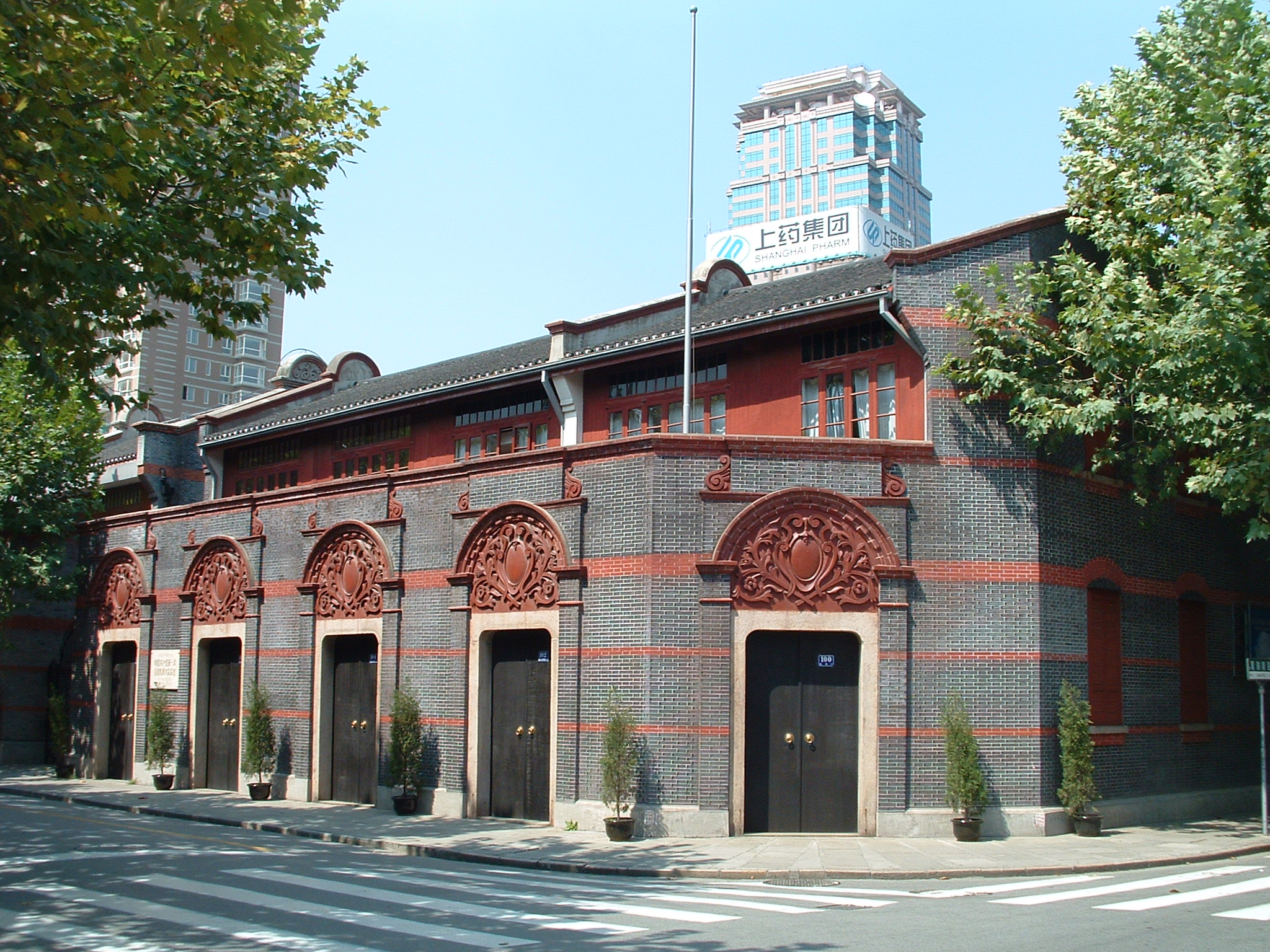
Здание в Шанхае, в котором проходил I съезд КПК

Коммунистическая партия Китая была основана в 1921 году при содействии Коминтерна в процессе подъёма национально-революционного движения и распространения идей марксизма-ленинизма в Китае, вызванного влиянием Октябрьской революции 1917 года. Партия была основана группой коммунистов во главе с Чэнь Дусю, который был лидером партии в период с 1921 по 1927 г., и Ли Лисанем, возглавлявшим партию с 1927 до 1930 г. Видную роль в создании КПК сыграл Ли Дачжао, который организовал первые марксистские кружки в Северном Китае.
I съезд КПК состоялся нелегально в конце июня—начале июля 1921 года в Шанхае. Он провозгласил конечной целью партии построение в Китае социализма. Партия из «кружка», в котором состояли представители левой интеллигенции Китая превратилась в самую большую политическую партию в мире. VI съезд состоялся в 1928 году в Подмосковье, в бывшей усадьбе Мусиных-Пушкиных Старо-Никольское. Всего с того времени было организовано 20 съездов партии, последний из которых прошёл в октябре 2022 года.
История партии делится на следующие периоды:
- Первый объединённый фронт (1922—1927) — период альянса с Гоминьданом против милитаристских группировок
- Советская республика в Китае (1927—1937) — период борьбы с Гоминьданом за власть в стране
- Борьба с японской агрессией, создание Второго объединённого фронта (1937—1945) — совместная с Гоминьданом борьба против японцев
- Гражданская война в Китае (1946—1949) — период войны с Гоминьданом, в результате которой коммунисты пришли к власти
- После основания Китайской Народной Республики (после 1949) — период развития партии в качестве правящей партии в стране

## Центральные органы партии
Во время Культурной революции все центральные органы партии были упразднены или реорганизованы. После смерти Мао Цзэдуна Дэн Сяопин восстановил все органы партии и вернул все государственные органы страны под контроль партии.
Согласно Уставу КПК высшим руководящим органом партии является Всекитайский съезд Коммунистической партии Китая, который созывается раз в пять лет. Другими органами управления партии являются:
- Центральный комитет КПК, состоящий из:
  - Политбюро ЦК КПК, состоящее из 25 членов (включая 7 членов Постоянного комитета Политбюро ЦК КПК)
  - Постоянный комитет Политбюро ЦК КПК, состоящий из 7 членов
  - Секретариат ЦК КПК, ведущий административный орган КПК, возглавляемый Генеральным секретарём ЦК КПК
  - Центральный военный совет ЦК КПК, дублирующий орган Центрального военного совета КНР
- Главное управление ЦК КПК (Канцелярия ЦК КПК) — орган повседневного партийного администрирования, контроля, организации функционирования и документооборота.
- Центральная комиссия КПК по проверке дисциплины — орган, напрямую подчиняющийся Всекитайскому съезду КПК. Был создан для борьбы с коррупцией, преступлениями, контроля за партией и предотвращения в ней различных незаконных действий.
- Политико-юридическая комиссия ЦК КПК — центральный партийный орган административной и правовой политики.
- Центральное бюро безопасности КПК — подразделение политической безопасности и физической охраны высшего руководства.

Другие партийные органы:
- Организационный отдел ЦК КПК
- Отдел пропаганды ЦК КПК
- Отдел международных связей ЦК КПК
- Рабочий отдел Единого фронта ЦК КПК

Каждые пять лет Центральный комитет КПК созывает Всекитайский съезд партии. Формально съезд имеет две функции: утверждение внесения изменений и поправок в устав партии и избрание Центрального комитета партии. В свою очередь Центральный комитет на своём пленуме избирает Политбюро и его Постоянный комитет, а также генерального секретаря ЦК КПК, при этом последний избирается среди членов ПК Политбюро ЦК КПК. На практике, все решения касательно состава Центрального комитета и Политбюро принимаются ещё до съезда партии и главной целью съезда является обнародование направлений политики партии и приоритетов развития страны на следующие несколько лет.
Политбюро ЦК КПК является центральным органом партии. Члены Политбюро избираются на съезде партии. Количество членов Политбюро непостоянно, но в последнее время имеет тенденцию к увеличению. После XVI съезда КПК, проходившего в 2002 году, количество членов Политбюро увеличилось до 9.
Помимо КПК существует ещё два ключевых органа политической власти в Китае — это Государственный совет КНР и Народно-освободительная армия Китая. Кроме того, существует совещательный орган — Народный политический консультативный совет Китая. В 1980-х годах существовала Центральная комиссия советников КПК, созданная Дэн Сяопином.

## Местные организации
Коммунистическая партия Китая состоит из провинциальных организаций и городских организации городов центрального подчинения, провинциальные организации состоят из уездных организаций и городских организаций городов провинциального подчинения, городские организации городов центрального и провинциального подчинения состоят из районных организаций, уездные, районные и городские организации городов провинциального подчинения не имевших районного деления состоят из первичных организаций. Высшие органы провинциальных организаций — провинциальные съезды, между провинциальными съездами — провинциальные комитеты, между пленумами провинциальных комитетов — бюро провинциальных комитетов, высшие должностные лица провинциальных организаций — секретари провинциальных комитетов, высшие органы уездных организаций — уездные съезды, между уездными съездами — уездные комитеты, между пленумами уездных комитетов — бюро уездных комитетов, высшие должностные лица уездных организаций — секретари уездных комитетов, высшие органы городских организаций — городские съезды, между городскими съездами — городские комитеты, между пленумами городских комитетов — бюро городских комитетов, высшие должностные лица городских организаций — секретари городских комитетов, высшие органы районных организаций — районные съезды, между районными съездами — районные комитеты, между пленумами районных комитетов — бюро районных комитетов, высшие должностные лица районных организаций — секретари районных комитетов.

## Члены партии
В начале своего пути партия была чрезвычайно мала. Всего лишь 12 делегатов участвовали в I съезде партии в 1921 году, а ко времени II съезда в 1922 году партия уже насчитывала 192 члена. В 1923 году 420 членов были представлены 30 делегатами. В IV съезде в 1924 году приняли участие 20 делегатов, представлявших 994 члена. В 1927 году партия состояла из 58 000 членов. В 1945 году в партии состояло 1,21 млн человек. После победы над Гоминьданом количество членов партии стало расти ещё большими темпами. В 1958 году количество членов достигло уже 10 млн человек. В 2000 году в партии состояло 60 млн человек.
Кадровые партийные работники пользуются преимуществами в доступе к информации (издания «для внутреннего пользования»), в государственном материальном и социальном обеспечении.
XVI съезд КПК в 2002 году разрешил вступать в ряды партии бизнесменам, президент корпорации Haier Чжан Жуйминь был на нём избран кандидатом в члены ЦК. Немало предпринимателей вступило в КПК, в частности в 2004 году вступил Лян Вэньгэнь, занявший в рейтинге журнала Forbes за 2011 год первое место среди китайских миллиардеров, он принял активное участие в XVIII съезде КПК.
В 2004 году за различные нарушения из КПК были исключены более 49 тысяч человек. Численность Коммунистической партии Китая на конец 2005 года превысила 70 млн членов, что составляло 5,5 % от общего населения материкового Китая. На 2010 год численность партии превысила 80 миллионов человек.
На 30 июня 2015 года численность членов партии составила почти 88 млн членов. Из них:
- крестьяне — 25,9 млн
- управленцы и техспецы — 12,5 млн
- партийные кадры — 9 млн
- служащие — 7,4 млн
- рабочие — 7,3 млн

На 31 декабря 2021 года в Коммунистической партии Китая было 96,712 млн членов и 4,936 млн низовых организаций партии.

## Руководство партии
В настоящее время членами Постоянного комитета Политбюро ЦК КПК являются:
- Си Цзиньпин — Генеральный секретарь ЦК КПК, председатель Военного совета ЦК КПК, председатель КНР
- Ли Цян — Премьер Государственного совета КНР
- Дин Сюэсян — Вице-премьер Государственного совета КНР
- Чжао Лэцзи — Председатель Постоянного комитета ВСНП
- Ван Хунин — Председатель Всекитайского Комитета НПКСК
- Цай Ци — Первый секретарь Секретариата ЦК КПК
- Ли Си — Глава Центральной комиссии КПК по проверке дисциплины

Члены Секретариата ЦК КПК:
- Ван Хунин
- Дин Сюэсян
- Ян Сяоду
- Чэнь Си
- Го Шэнкунь
- Хуан Куньмин
- Ю Цюань

## Высшие руководители
В период между 1921 и 1943 годами Коммунистическую партию Китая возглавлял генеральный секретарь:
- Чэнь Дусю, генеральный секретарь в 1921—1922 и 1925—1927
- Цюй Цюбо, генеральный секретарь в 1927—1928
- Сян Чжунфа, генеральный секретарь в 1928—1931
- Ли Лисань, и. о. генерального секретаря в 1929—1930
- Ван Мин, и. о. генерального секретаря в 1931
- Бо Гу, генеральный секретарь в 1932—1935
- Ло Фу, генеральный секретарь в 1935—1943

### Председатель Политбюро ЦК КПК
Должность существовала в 1943—1956 годах.
- Мао Цзэдун (1943—1956)

### Председатель Секретариата ЦК КПК
Должность существовала в 1943—1956 годах.
- Мао Цзэдун (1943—1956)

### Председатель ЦК КПК
Должность существовала в 1945—1982 годах.
- Мао Цзэдун (1945—1976)
- Хуа Гофэн (1976—1981)
- Ху Яобан (1981—1982)

### Генеральный секретарь ЦК КПК
Должность существовала в 1956—1966 годах и восстановлена в 1980 году.
- Дэн Сяопин (1956—1966)
- Ху Яобан (1980—1987)
- Чжао Цзыян (1987—1989)
- Цзян Цзэминь (1989—2002)
- Ху Цзиньтао (2002—2012)
- Си Цзиньпин (с 2012)

## Фракции внутри партии
- Туаньпай (Пекинские комсомольцы) в основном выходцы из бедных регионов, выступающее за их скорейшее развитие в том числе и за счет богатых приморских провинций. Позиция «туаньпай» во внешней политике страны характеризуется тем, что они считают Китай лидером развивающегося мира. Он призван сплачивать вокруг себя практически все незападные и антизападные страны. И в составе такого окружения стать мировым лидером XXI века[источник не указан 4294 дня]. Их выделяют как последователей Ху Яобана[18]. Бывший генсек ЦК КПК Ху Цзиньтао является лидером данной группировки. Видным представителем «комсомольцев» является нынешний премьер Ли Кэцян, также как и Ху Цзиньтао ранее возглавлявший комсомол. Преемник Ху Цзиньтао на посту генсека Си Цзиньпин считался приверженцем «Шанхайской группы», но в последнее время всё же заключил союз с «Пекинской»[источник не указан 4651 день]. Среди пяти вероятных кандидатов на высшие посты КНР в числе шестого поколения руководителей КНР указанных «Global Personalities» в 2009 году трое ранее возглавляли КСМК[19].
- Шанхайцы (Шанхайская клика) неформальное название должностных лиц Коммунистической партии Китая, в особенности, являющихся членами правительства Китайской Народной Республики либо ЦК КПК, которые начали своё возвышение в Шанхае в то время, когда его мэром был Цзян Цзэминь, впоследствии ставший председателем КНР. Считалось, что ко времени своего ухода с поста председателя в апреле 2003 г. Цзян Цзэминь заполонил всю верхушку КПК своими людьми, что могло создать трудности для Ху и Вэня в проведении своего курса. Лучшим свидетельством этого было 5-е пленарное заседание 16-го съезда ВСНП КПК, на котором попытки Ху Цзиньтао сделать некоторые перестановки в политбюро были заблокированы «шанхайцами». Члены клики также оказывают упорное сопротивлении макроэкономическим реформам Вэня Цзябао, направленным на охлаждение перегретой экономики Китая.

Однако с уходом Цзяна со всех руководящих постов в партии и руководстве страны Ху Цзиньтао все нити власти оказались у него в руках, и многое говорит о том, что многие ключевые личности в шанхайской клике переходят на его сторону, усиливая его позиции.
- Выделяют также так называемую группу «старых недовольных» в партийной верхушке, противящихся дальнейшему продвижению Китая по пути рыночных реформ[20].

## Съезды КПК
- I съезд КПК — 23-31 июля 1921
- II съезд КПК — 16-23 июля 1922
- III съезд КПК — 12-20 июня 1923
- IV съезд КПК — 11-22 января 1925
- V съезд КПК — 24 апреля — 9 мая 1927
- VI съезд КПК — 18 июня −11 июля 1928
- VII съезд КПК — 23 апреля — 11 июня 1945
- VIII съезд КПК — 15-27 сентября 1956 и 5-23 мая 1958
- IX съезд КПК — 1-24 апреля 1969
- X съезд КПК — 24-28 августа 1973
- XI съезд КПК — 12-18 августа 1977
- XII съезд КПК — 1-11 сентября 1982
- XIII съезд КПК — 25 октября — 1 ноября 1987
- XIV съезд КПК — 12-18 октября 1992
- XV съезд КПК — 12-18 сентября 1997
- XVI съезд КПК — 8-14 ноября 2002
- XVII съезд КПК — 15-21 октября 2007
- XVIII съезд КПК — 8-14 ноября 2012
- XIX съезд КПК — 18-24 октября 2017
- XX съезд КПК — 16—22 октября 2022

## Членские взносы
По состоянию на 2016 год члены КПК уплачивают взносы в партийную кассу. С заработка менее 3 тыс. юаней (около 456 долларов) в месяц уплачивается 0,5 %, а с заработка более 10 тыс. юаней в месяц — 2 %.